# Théophile de Viau

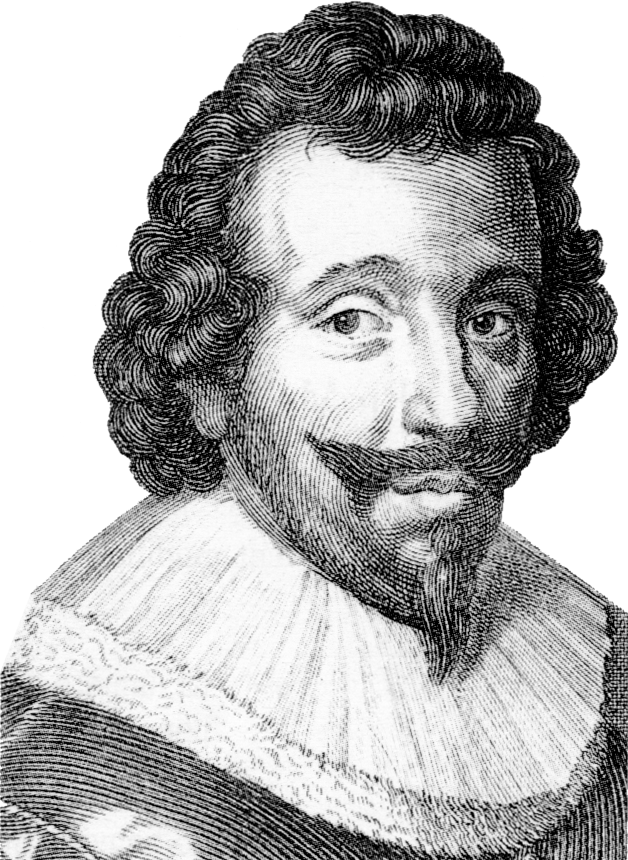
Théophile de Viau

Théophile de Viau (* 1590 in Clairac; † 25. September 1626 in Paris) war ein französischer Schriftsteller. Zu seiner Zeit sehr erfolgreich, geriet er gegen 1700 in Vergessenheit und wurde erst im 19. Jahrhundert von den Romantikern wiederentdeckt.
Viau war jüngerer Sohn aus einer protestantischen Adelsfamilie und besuchte kalvinistische Schulen in Montauban und in Leiden (Holland).
Als der junge Adelige, der er war, wurde er Offizier und kämpfte 1615, in einer der immer wieder noch aufflackernden kriegerischen Auseinandersetzungen zwischen Protestanten und Katholiken, zunächst auf protestantischer Seite gegen die Armee des jungen Königs Ludwig XIII. Wenig später machte er seinen Frieden mit diesem, um in Paris Zugang zum Hof und zur guten Gesellschaft zu erhalten und leichter Mäzene zu finden. Ab 1619 hatte er jedoch Schwierigkeiten mit den Jesuiten, die ihn als unchristlichen Libertin (Freidenker), aber auch als sittenlosen Lebemann denunzierten. Er zog es vor, vorübergehend aus Paris zu verschwinden.
1620 kämpfte Viau in der königlichen Armee gegen die Protestanten. 1622 konvertierte er auch offiziell zum Katholizismus. De facto war und blieb er jedoch Libertin und Epikureer (Anhänger des die Lust und den Genuss bejahenden griechischen Philosophen Epikur). Vielleicht spielte hierbei seine mutmaßliche Homosexualität eine Rolle, die ihn letztlich sowohl bei Katholiken wie bei Protestanten Außenseiter sein ließ und ihm die Prekarität und Flüchtigkeit der menschlichen Existenz besonders bewusst machte.
Als Lyriker, der er hauptsächlich war, orientierte sich Viau formal an Malherbe, akzeptierte aber nicht dessen Nüchternheit und quasi kunsthandwerkliche Feilerei, sondern ließ der Phantasie und der Spontaneität der Gefühle und Gedanken freieren Lauf. Ein Sammelband seiner thematisch vielfältigen und oft sehr persönlich wirkenden Lyrik erschien erstmals 1621 als Œuvres poétiques, traf ganz offenbar den Zeitgeschmack und erlebte mehrere erweiterte Auflagen, wobei die letzte, nach Viaus Tod erschienene, noch rd. 90-mal (!) nachgedruckt wurde.
Auch als Dramatiker war Viau erfolgreich mit Les amours de Pyrame et de Thisbé (1621), einem Stück um die Liebe der Nachbarskinder Pyramus und Thisbe, die von beiden Familien und dazu dem König als Nebenbuhler behindert wird und im irrtümlichen doppelten Selbstmord endet. Das Stück wurde zwischen 1623 und 1698 73-mal nachgedruckt.
1623 floh Viau wiederum aus Paris, als ihm ein anonymes erotisches Gedicht mit homosexueller Pointe zugeschrieben wurde. In Abwesenheit wurde er zum Scheiterhaufen verurteilt und, nach seiner Verhaftung sowie einem nochmaligen, zweijährigen, demütigenden Prozess, 1625 zu einer Verbannung aus Paris „begnadigt“. Offensichtlich wollte man ein Exempel an ihm statuieren, um die anderen Libertins zu disziplinieren, mochte aber angesichts des großen öffentlichen Für und Wider, das der Prozess erregte, nicht bis zum Äußersten gehen. Viau wurde von Freunden in der Provinz aufgenommen, starb jedoch mit 36 Jahren an den gesundheitlichen Folgen der Haft, kurz nachdem ihm die Rückkehr nach Paris erlaubt worden war.
Zu seinen Lebzeiten hochgeschätzt, verfiel die Dichtung Viaus später dem Verdikt der Malherbe-Schule, deren Vorstellungen sich durchsetzten. Erst die Romantiker gaben ihm seinen Platz als einem der besten Lyriker des 17. Jahrhunderts zurück.

## Vertonungen
Sein Gedicht À Chloris ist 1913 von Reynaldo Hahn vertont worden.